# بطولة أمم الأمريكتين لكرة السلة 2017
بطولة أمم الأمريكتين لكرة السلة 2017 (بالإسبانية: Copa FIBA Américas de 2017) هو موسم من بطولة أمم الأمريكتين لكرة السلة. أقيم خلال الفترة 25 أغسطس 2017 وحتى 3 سبتمبر 2017، وبمشاركة  12 فريقاً، وفاز فيه منتخب الولايات المتحدة لكرة السلة.